# إنفيركلايد (دائرة انتخابية في المملكة المتحدة)
إنفيركلايد (بالإنجليزية: Inverclyde)‏ هي إحدى الدوائر الانتخابية في المملكة المتحدة الممثلة في مجلس العموم في برلمان المملكة المتحدة.
عضو البرلمان الذي يمثلها حالياً هو :David Cairns (Lab).